# Орурк, Иосиф Корнилович
Граф Иосиф Корнилович Орурк (О’Рурк) (1772, Дерпт — 1849, Вселюб, Минская губерния) — генерал от кавалерии Русской императорской армии.

## Биография
Иосиф Орурк родился в 1772 году; происходил из старинной графской ирландской фамилии. Отец его в царствование императрицы Елизаветы Петровны прибыл в Россию и, вступив в военную службу, достиг чина генерал-майора; мать его была урождённая графиня Стюарт.
Мальчиком записанный сержантом в л.-гв. Конный полк, а позднее переведённый в лейб-гвардии Измайловский полк, граф И. К. Орурк в 1790 г. был выпущен в армию ротмистром, и в составе Псковского драгунского полка принимал участие в русско-шведской войне 1788-90, а затем до конца 1794 года участвовал в походе против польских конфедератов. Переведённый в 1797 году в Павлоградский гусарский полк и произведённый в следующем году в майоры, граф Орурк принял участие в Итальянском походе Суворова и за выказанные отличия во время этого похода был произведён в 1800 году в полковники[уточнить].
Принимал участие в войнах третьей и четвёртой антинаполеоновских коалиций.

12 января 1806 года был награждён орденом Святого Георгия 4-го класса: 
в воздаяние отличного мужества и храбрости, оказанных в сражениях против французских войск, где 24 октября, имея в команде своей 2 эскадрона Павлоградского и 2 эскадрона Мариупольского гусарских полков, был употреблен во все время в закрытие ретирады и, быв окружен неприятельскою кавалериею, сквозь оную с великим вредом неприятелю пробившись, удерживал его до тех пор, пока началось сражение; 4 ноября во все время сражения закрывал ретирующихся и находился у содержания аван-постов, удерживая сильного неприятеля, поступал во всем благоразумно и храбро и 16, быв отряжен в правую сторону со 100 охотниками, поражал ретировавшегося неприятеля.
23 марта 1806 года получил погоны полковника[уточнить]. 28 апреля 1807 года назначен шефом Волынского уланского полка, в формировании которого принимал самое деятельное участие. С этим полком Орурк сражался в войне с турками в битвах при Туртукае (генерал-майор), Варварине, при штурме Калафата и Бани.
28 ноября 1810 года Орурк был награждён орденом Святого Георгия 3-го класса 
в воздаяние подвигов отличного мужества и храбрости, оказанных в сражении против турецких войск 22-го августа при Бани.
В 1812 году Орурку поручено было действовать на границах Боснии, и с этой целью ему подчинён был отряд, состоявший из 3-х пехотных русских полков, 15-ти эскадронов русской кавалерии и 12-ти тысяч сербских войск. Впрочем, вскоре военные действия прекратились и начались переговоры, закончившиеся Бухарестским миром.
С началом Отечественной войны он был вызван в Россию, и ему был вверен авангард 3-й западной армии. Прибыв в армию уже после изгнания Наполеона из Москвы, он принял участие лишь в его преследовании. 12 ноября он получил предписание идти со своим кавалерийским отрядом к местечку Березину и, если Наполеон вздумает в этом пункте устроить переправу через реку Березину, то задержать его до прихода главных сил П. В. Чичагова. Дойдя до Березина и узнав, что французы собираются перейти реку выше Борисова, Орурк тотчас же сообщил об этом Чичагову, а сам, не ожидая приказаний, пошёл на соединение с главной армией Михаила Кутузова. Назначенный вслед за тем, 17 ноября, в авангард 3-й западной армии, он получил в командование 62 эскадрона кавалерии, с которыми преследовал Наполеона через Молодечно, Ошмяны, Вильно, Ковно и княжество Варшавское, постоянно напирая на их арьергард, забирая у них пленных тысячами и орудия десятками (за время этого преследования он отнял у французов 180 орудий).
После изгнания французов граф Орурк со своим отрядом присоединился к главной армии, а в начале 1813 года, когда русские войска перешли границу и вступили в Германию, ему снова был вверен отдельный сильный отряд, с которым он действовал между городами Гроссеном на Одере и Дрезденом. После целого ряда успешных действий против французских отрядов Орурк, получив в подкрепление 5000 пруссаков, блокировал крепость Мерзенбург, после чего присоединился к армии. Вслед за тем он участвовал в сражении под Лейпцигом и за отчаянную кавалерийскую атаку был произведён в генерал-лейтенанты.
После этого он снова некоторое время действовал с отдельным кавалерийским отрядом, а в июле был назначен в Северную армию, в составе которой участвовал в ряде крупных сражений. Его распоряжения и атаки в битве 5-7 октября под Лейпцигом были удостоены неоднократного одобрения со стороны императора. По окончании Лейпцигского сражения Орурк, командуя по-прежнему всей кавалерией, преследовал французов до самого Касселя. Назначенный в конце декабря командующим отдельным отрядом, составленным из 18-й пехотной дивизии, Волынского уланского, Финляндского драгунского и четырёх казачьих полков, он сначала действовал вблизи крепости Везеля, а затем блокировал и саму крепость.
В начале января 1814 года граф Орурк был назначен командующим кавалерией отдельного корпуса, числившегося при Северной армии. 12 января он с вверенными ему полками перешёл через Рейн и три недели спустя принял участие в штурме и взятии (2-го февраля) города Серо и других военных операциях. Затем, находясь в армии фельдмаршала Блюхера, граф Орурк участвовал в генеральном сражении 25—26 февраля под Лаоном, а вслед за тем, соединившись с прусским генералом Йорком, нанёс французам жестокое поражение при селении Амлеес, где было захвачено 41 орудие, 131 снарядных ящиков и более 2500 человек пленных. В награду за отличие, выказанное в этом деле, графу Орурку был пожалован орден Святого Александра Невского.
Затем он участвовал в сражении 14 марта при Сен-Дезье, преследовал неприятеля до Бар-сюр-Оба, участвовал во взятии Парижа и в некоторых других делах, и в августе 1814 года был назначен начальником 2-й уланской дивизии.
По низложении Наполеона граф Орурк во время Венского конгресса находился в свите государя, а по окончании конгресса снова вернулся к командованию дивизии. Назначенный в 1819 году начальником 1-й гусарской дивизии и командующим 1-м пехотным корпусом, он, однако, в конце того же года оставил службу, и поселился в своём имении Минской губернии, Новогрудского уезда, где в течение двенадцати лет вёл жизнь мирного помещика.
Когда в 1830 году началось польское восстание, Орурк командовал частью резервов в Новогрудском уезде Минской губернии и победил восставших. За это он был награждён орденом Святого Александра Невского с алмазами.
Остальную часть жизни граф Орурк провёл в своём имении Вселюбе, Минской губернии, где не выступал в качестве военного деятеля, хотя и был 16 апреля 1841 года (будучи в отставке!) произведён в генералы от кавалерии. В кругу помещиков Минской губернии граф Орурк пользовался широкой популярностью за свою честность, добродушие, ум, отзывчивость к чужой беде и вообще редкие душевные качества.
Иосиф Корнилович Орурк скончался в своём имении Вселюбе, Новогрудского уезда, в апреле 1849 года.

В 1910 году в Сербии на Варваринском поле в память 100-летия сражения под Варвариным был воздвигнут памятник. На нижней части постамента надпись: 
Графу О'Рурку — предводителю русского войска и остальным братьям русским — борцам и героям.

## Награды
Награждён:
- Золотая сабля «За храбрость» (1807)[5]
- Орден Святого Георгия 4 ст. (12.01.1806)
- Орден Святой Анны 1 ст. (1810)
- Алмазные знаки к Ордену Святой Анны 1 ст. (1810)
- Орден Святого Георгия 3 ст. (28.11.1810)
- Золотая сабля «За храбрость» с алмазами (1811)
- Орден Святого Владимира 2 ст. (1812)
- Орден Святого Александра Невского (14.03.1814)
- Алмазные знаки к Ордену Святого Александра Невского (10.04.1832)

иностранные:
- прусский Орден Красного орла 2 ст. (1814)
- прусский Кульмский крест
- шведский Орден Меча 1 ст. (1814)
- гессен-кассельский Орден «За военные заслуги» (1815)